# Dzsano Ananidze
Dzsano Ananidze (grúzul: ჯანო ანანიძე, Kobuleti, 1992. október 10. –) grúz válogatott labdarúgó, jelenleg a Szpartak Moszkva középpályása.

## Pályafutása

### Szpartak Moszkva
Ananidze elsőként a Szpartak Moszkva ificsapatában lépett pályára 2009 tavaszán, ahol húsz mérkőzésen 4 találatig jutott. Majd az átigazolási szünetben Valerij Karpin a felnőttcsapatba vitte, később pedig Ausztriába, edzőtáborba. Ananidze egy Orosz Kupa találkozón, 2009. július 15-én debütált, mindjárt góllal a másodosztályú FC Krasznodar ellen. 2009 augusztusában a bajnokságban is bemutatkozott, a 69. percben csereként. 2009. október 18-án ő lett a legfiatalabb gólszerző az orosz elsőosztályban (17 évesen és 8 naposan). A bemutatkozó szezon után Ananidze átigazolása szóba került több nagy klubnál, mint az Arsenal vagy a Liverpool, ám ezeket a híreszteléseket később cáfolták és leszögezték, nincs szándékukban eladni amíg 20-as éveit el nem éri.

## Válogatott
2009 júliusában Ananidze elfogadta a grúziai válogatottba való meghívást.

## Statisztikái
| Klub              | Szezon            | Bajnokság | Bajnokság | Kupa  | Kupa | Nemzetközi | Nemzetközi | Összesen | Összesen |
| Klub              | Szezon            | Meccs     | Gól       | Meccs | Gól  | Meccs      | Gól        | Meccs    | Gól      |
| ----------------- | ----------------- | --------- | --------- | ----- | ---- | ---------- | ---------- | -------- | -------- |
| Szpartak Moszkva  | 2009              | 8         | 2         | 1     | 1    | 0          | 0          | 9        | 3        |
| Szpartak Moszkva  | 2010              | 23        | 2         | 0     | 0    | 2          | 0          | 25       | 2        |
| Szpartak Moszkva  | 2011-12           | 1         | 0         | 0     | 0    | 1          | 1          | 2        | 1        |
| Szpartak Moszkva  | Összesen          | 32        | 4         | 1     | 1    | 3          | 1          | 36       | 6        |
| Pályafutása alatt | Pályafutása alatt | 32        | 4         | 1     | 1    | 3          | 1          | 36       | 6        |

## Eredményei
Szpartak Moszkva
- Premjer-Liga 2. helyezett: 2009